# Katze Q
Katze Q – ein Quanten-Adventure (englische Version: Kitty Q – a Quantum Adventure) ist ein digitales Lernspiel und Point-and-Click-Adventure für Physik aus dem Jahr 2021 im Comic-Stil für Handys. Es wurde von dem App-Designer Philipp Stollenmayer im Auftrag und unter Mitwirkung eines gemeinsamen Exzellenzclusters der Technischen Universität Dresden und der Universität Würzburg entwickelt. Das Spiel richtet sich an Kinder und Jugendliche und soll über das Design insbesondere Mädchen für das Thema Quantenphysik interessieren. Es lässt sich ohne Mathematik- und Physikkenntnisse spielen.

## Handlung und Charaktere
Es klingelt an der Tür – und davor steht eine verschlossene Schachtel, auf der ein Handy liegt. Per Chat bittet damit Anna, die Urenkelin von Erwin Schrödinger, einem Quantenphysiker und Nobelpreisträger, um Hilfe dabei, herauszufinden, was darin ist und wie damit umzugehen ist. Beim Öffnen erscheint die Katze Q, die zur Hälfte lebendig aussieht und zur Hälfte aus Knochen besteht, also in einem seltsamen Zwischenzustand ist. Außerdem verteilen sich in einer Nebelwolke unterschiedliche Dinge im Zimmer, die man im Folgenden erkunden muss. Ziel ist es, in der Form eines Escape Games alle Rätsel zu lösen, um am Ende die Katze aus ihrem Zwischenzustand zu befreien.

## Spielablauf
Im Spiel muss zunächst das Zimmer in alle vier Richtungen (mit Wandschränken, Kühlschrank, Herd und einigen ungewöhnlichen Accessoires) erkundet werden. Verschiedene Rätsel müssen gelöst werden. Dazu müssen Gegenstände eingesammelt, in eine logische Reihenfolge gebracht oder woanders wiederverwendet werden. Auch muss ein Puzzle zusammengefügt werden, oder man muss mit dem Handy bestimmte Bewegungen ausführen, um etwas zugänglich zu machen. Die Aufgaben sind zum Teil durch Kombinieren lösbar, beziehen sich manchmal aufeinander und müssen dann in einer bestimmten Reihenfolge ausgeführt werden. Kommt man nicht weiter, kann man Anna per Chat um Rat fragen. Für jede gelöste Aufgabe wird in der sogenannten Kittypedia ein Lexikonartikel mit kindgerechten Erklärungen und Informationen zum quantenphysikalischen Bezug des Rätsels freigeschaltet. Dadurch lernt man im Laufe des Spiels einiges über die Quantenphysik und ihre Begrifflichkeiten. Hat man alle Rätsel gefunden und gelöst, kann man die Quanten-Halle betreten und dort nach der korrekten Bedienung eines Quantencomputers die Katze aus ihrem Zwischenzustand erlösen.
Außerdem kann man im Spielverlauf Sticker einsammeln, mit denen man das Aussehen der Katze verändern kann.

## Entwicklung
Das Spiel ist als Handyspiel für Smartphones konzipiert und für Android und iOS verfügbar. Es wurde am 13. Oktober 2021 in einer deutschen und einer englischen Fassung weltweit veröffentlicht. Es ist kostenlos, werbefrei und verwendet keine In-App-Käufe.
Zielgruppe des Spiels sind Kinder und Jugendliche von 11 bis 14 Jahren (6. bis 9. Schulklasse), da in diesem Alter das Interesse an Physik und Naturwissenschaften geprägt wird und der Physikunterricht beginnt. Besonders Mädchen sollen angesprochen werden, was bei der Designentwicklung berücksichtigt wurde. Der Exzellenzcluster möchte damit möglichen Forschungsnachwuchs auf die Fragestellungen dieses Wissenschaftsgebiets aufmerksam machen, da die aktuellen Themen im Schulunterricht noch nicht vorkommen. Mädchen werden besonders adressiert, da der Frauenanteil in der Physik niedrig ist.
Die Idee geht auf das berühmte Gedankenexperiment Erwin Schrödingers, Schrödingers Katze, zurück, mit der er die Seltsamkeit der Zustandsüberlagerungen in der Quantenphysik deutlich machen wollte. Beauftragt wurde die Entwicklung bei dem App-Designer Philipp Stollenmayer durch den Exzellenzcluster ct.qmat – Komplexität und Topologie in Quantenmaterialien, eine gemeinsame Forschungskooperation der Technischen Universität Dresden und der Universität Würzburg. Die Spielidee stammt laut der Info-Seite in der App von Katja Lesser, Referentin für Öffentlichkeitsarbeit des Exzellenzclusters. Die wissenschaftliche Beratung fand durch die beiden Sprecher des Clusters, Matthias Vojta und Ralph Claessen, statt, unter Mitwirkung eines Teams von jungen Wissenschaftlerinnen und Wissenschaftlern. Über rund ein Jahr wurde dann in gemeinsamen Treffen des Projektteams und des Designers festgelegt, welche Begriffe erklärt werden sollen, und es wurden die Rätsel und Kittypedia-Einträge entwickelt.
Für Philipp Stollenmayer war es die erste Auftragsarbeit. Davor hat er bereits mehrere Spiele in Eigenregie entwickelt und damit Preise gewonnen. So erhielt er für see/saw 2019 den Deutschen Computerspielpreis in der Kategorie Bestes Mobiles Spiel und für Song of Bloom den Apple Design Award 2020.
Die Schirmherrschaft für das Spiel haben die Ur-Enkelin Erwin Schrödingers, Anna Braunizer, und ihr Vater Leonhard übernommen. Beide fanden die Idee, mit dem Spiel junge Menschen für Physik zu begeistern, sehr positiv und ganz im Sinne ihres Vorfahren, der auch immer bestrebt gewesen sei, anderen sein Spezialgebiet der Quantenphysik zu vermitteln. Daher hat Anna auch ihren Vornamen für die Figur im Spiel zur Verfügung gestellt.
Im Rahmen des Ideenwettbewerbs „Internationales Forschungsmarketing“ erhielt das Konzept 2020 einen Förderpreis von 100.000 Euro. Dieser Wettbewerb war Teil der Initiative „Research in Germany“ des Bundesministeriums für Bildung und Forschung.

## Rezeption
Von der Veröffentlichung im Oktober 2021 bis Ende März 2022 erfolgten weltweit rund 100.000 Downloads, davon etwa 70 Prozent außerhalb Deutschlands. Im ersten Jahr waren es nach eigenen Angaben weltweit 280.000 Downloads.
Zur Nominierung beim Kindersoftwarepreis TOMMI stellte die Jury fest: „Kinder lernen spielerisch sich mit Physik auseinanderzusetzen. Fördert Interesse und Neugierde an MINT-Fächern.“
Die Kinderjury DIGITAL, Goldener Spatz, begründete den ersten Platz folgendermaßen: „weil es ein witziges, gut erzähltes und zugleich kniffliges Rätselspiel ist. […] Die schöne Geschichte sowie die kreative Gestaltung und die spaßigen Rätsel, die etwas über Quantenphysik erzählen, machen das Spiel so einzigartig.“
Im Spieletipp des Vereins Internet-ABC ist das „Fazit: ‚Katze Q‘ zeigt, wie moderne Wissensvermittlung für Kinder funktionieren kann – selbst bei dem komplexen Thema Quantenphysik.“
Die Zeitschrift Mac & i beobachtet: „Dieser App gelingt ein wirklich erstaunliches Kunststück: Sie bringt Kindern ab zehn Jahren die komplexe Welt der Quantenphysik spielerisch näher. Im Mittelpunkt steht die Katze Q, die zur Hälfte sehr niedlich aussieht und zur anderen Hälfte, na ja, sehr tot.“
Das Internetmagazin android-user.de urteilt: „Katze Q ist ein toll gemachtes Spiel rund um Schrödingers Katze und die Quantenphysik, mit vielen Rätseln, die ziemlich knifflig sind.“ Es vergibt 5 von 5 Sternen.
Appgefahren.de meint: „Die Aufmachung ist dabei wirklich toll gemacht und die Rätsel nicht all zu schwer. […] Katze Q ist ein schönes Spiel für die ganze Familie und auch Erwachsene können hier noch etwas lernen.“
Die Unterhaltungssoftware Selbstkontrolle (USK) allerdings erteilt eine Altersfreigabe erst ab 12 Jahren, da sie „ängstigende Inhalte“ sieht.
Der Designer Philipp Stollenmayer berichtet außerdem von vielen positiven Zuschriften, die zeigen, dass das Spiel in der Familie von Mutter und Tochter zusammen gespielt werde, aber auch von vielen Jungen und unerwarteten Benutzergruppen wie älteren japanischen Männern.

## Auszeichnungen
- 2021: 2. Platz in der Kategorie „Bestes Serious Game 2021“ beim ersten Games Innovation Award Saxony. Der Games Innovation Award Saxony (GIAS) ist eine Initiative des Verbandes Games & XR Mitteldeutschland und wird gefördert vom Freistaat Sachsen.[17][18]
- 2021: Nominierung in den Kategorien „Bildung“ und „App“ des Deutschen Kindersoftwarepreis TOMMI[19][20]
- 2021: „Best Mobile Indie Game“, beim Valencia Indie Summit für die englische Sprachversion Kitty Q – A Quantum Adventure[21]
- 2022: Nominierung in der Kategorie „Bestes Familienspiel“ für den Deutschen Computerspielpreis (DCP)[22]
- 2022: 1. Preis in der Kategorie Digital des Deutschen Kinder Medien Festival Goldener Spatz[10]
- 2022: Wahl der englische Version Kitty Q unter die Top-10-Finalisten der besten Spiele-Apps 2022 im europäischen Play-Store durch die internationale Jury des Google Play Indie Games Festivals.[23][24]
- 2022: Let’s get digital-Award des Bundesverbands Hochschulkommunikation für herausragende digitale Projekte der Wissenschaftskommunikation[3]

## Folgeaktionen und Zusatzmaterialien

### Erklärvideos
Nach dem Lösen eines bestimmten Rätsels im Spiel kann man über ein Bonusfeature Fragen an die Forschenden stellen. Ab Januar 2022 wurden zu den bis dahin gesammelten Fragen aus aller Welt zwölf fünfminütige YouTube-Videos QUANTube – kurze Pause Wissenschaft veröffentlicht. Darin geben junge Forschende des Exzellenzclusters kindgerechte und allgemeinverständliche Erklärungen zu Fragen und Begriffen. Dabei wurde bewusst Wert darauf gelegt, die Internationalität und Diversität im Cluster widerzuspiegeln. Die Hälfte der Sprechenden sind Wissenschaftlerinnen, um Vorbilder für Mädchen sichtbar zu machen.
Das Konzept erhielt im Dezember 2021 den mit 20.000 Euro dotierten Community Prize der Deutschen Forschungsgemeinschaft (DFG), der von Marketingfachleuten aus der Forschungslandschaft vergeben wird. Der Preis ist Teil der Initiative „Research in Germany“ des Bundesministeriums für Bildung und Forschung (BMBF) und wird von der DFG organisiert.

### Escape-Room
In den Technischen Sammlungen Dresden wurde ein vierteiliger realer Escape Room Katze Q aufgebaut. Er kann von Schulklassen ab Klasse 6 und anderen Gruppen seit Januar 2024 gebucht werden und wurde am 25. April 2024 offiziell eröffnet.